# Ana Campoy
Ana Campoy, née en 1979 à Madrid, est une romancière jeunesse espagnole.

## Biographie
Avant de se tourner vers la littérature, elle travaille comme journaliste et scénariste pour la télévision. Elle est l'autrice de la série jeunesse Las aventuras de Alfred & Agatha, traduite en plusieurs langues dont le français, le chinois, le roumain ou encore le polonais.
En 2017, elle reçoit le prix Premio Jaén de Narrativa Juvenil pour son roman La cronopandilla: el túnel del tiempo,. Todo eso que nos une lui est sélectionné dans la liste des meilleurs livres jeunesse de l'année par la Bibliothèque municipale de Madrid.
Son dernier roman est sorti en 2019, dans lequel les parents sont autant de potentiels lecteurs que les enfants. Elle a l'idée qu'en remettant les parents au centre des romans pour enfants, cela poussera les familles à les lire ensemble.

## Ouvrages traduits en français

### Série
- Série Les enquêtes d'Alfred et Agatha, (traduit de l'espagnol par Martine Desoille), Bayard jeunesse

1. L'Affaire des oiseaux ( (es) ''Los diez pájaros Elster), 2015
2. Qu'est-il arrivé à Snouty Jones ? ( (es) El chelín de plata), 2016
3. L'extraordinaire invention du Dr Sorenson ( (es) La caja mágica), 2016
4. La Pianiste qui en savait trop ( (es) El pianista que sabia demasiado), 2017
5. À la poursuite du Tigre blanc ( (es) El gran truco de Houdini), 2017
6. Le Fantôme de Covent Garden ( (es) La carrera de Inglaterra ), 2018
7. La Malédiction d'Amon-Râ ( (es) La momia del "Titanic" ), 2018
8. On a volé La Joconde ( (es) El robio de La Gioconda ), 2019